# Salagena arcys
Salagena arcys is een vlinder van de familie van de Metarbelidae. De wetenschappelijke naam van de soort is voor het eerst gepubliceerd in 1968 door David Stephen Fletcher.
De soort komt voor in Oeganda en Tanzania.